# 榎木洋子
榎木 洋子（えのき ようこ、10月3日 - ）は小説家。東京都立光丘高等学校卒業。
友人の波多野鷹が小説家としてデビューしたことに触発され、小説家を志す。
1990年に『特別の夏休み』で第16回コバルト・ノベル大賞の読者大賞を受賞し、『リダーロイス・シリーズ1 東方の魔女』でデビュー。
その後コバルト文庫を中心に作品を発表する。
2017年11月から日本SF作家クラブ会員となり、2020年9月から2022年9月まで日本SF作家クラブ事務局長。

## 概要
主にファンタジー作品を手がけ、デビュー作の『リダーロイス』、代表作の『龍と魔法使い』などはいずれも同じ、龍や精霊の存在する魔法世界を舞台とし、シリーズ間で共通して登場するキャラクターも存在する。
それ以外では現代日本を舞台とした伝奇的な作品『女神降臨剣』、『影の王国』シリーズやライトSF風味な『STEP OUT』、『人魚姫』シリーズなどがある。

## 作品リスト

### ファンタジー

#### 守龍世界物
- リダーロイス・シリーズ（コバルト文庫）
  - 東方の魔女 1991年7月 ISBN 4-08-611555-7
  - 地龍の遺産 1991年11月 ISBN 4-08-611584-0
  - 扉を待つ姫 1992年2月 ISBN 4-08-611610-3
  - 骸無の剣 1992年5月 ISBN 4-08-611639-1
  - 魔城の星竜 1992年8月 ISBN 4-08-611666-9
  - 暁の王子 1992年11月 ISBN 4-08-611696-0
  - 外伝
    - 竪琴の騎士 1993年3月 ISBN 4-08-611732-0
    - 東風を呼ぶ姫 1993年7月 ISBN 4-08-611759-2
    - 水辺のしらべ 1994年11月 ISBN 4-08-614008-X

  - リダーロイス・ワールド
    - 星竜とタピストリー 1997年6月 ISBN 4-08-614326-7
    - 風の守護竜 2000年1月 ISBN 4-08-614671-1

- 龍と魔法使いシリーズ（コバルト文庫）
  - 龍と魔法使い 1 1993年9月 ISBN 4-08-611773-8
  - 龍と魔法使い 2 1994年8月 ISBN 4-08-611879-3
  - 龍と魔法使い 3 1995年2月 ISBN 4-08-614035-7
  - 龍と魔法使い 4 1995年4月 ISBN 4-08-614058-6
  - 龍と魔法使い 5 1995年6月 ISBN 4-08-614078-0
  - 龍と魔法使い 6 1995年10月 ISBN 4-08-614116-7
  - 龍と魔法使い 7 1996年1月 ISBN 4-08-614150-7
  - 龍と魔法使い 8 1996年6月 ISBN 4-08-614200-7
  - 龍と魔法使い 9 1996年8月 ISBN 4-08-614221-X
  - 龍と魔法使い 10 1996年11月 ISBN 4-08-614250-3
  - 龍と魔法使い 龍の娘編 1 1997年5月 ISBN 4-08-614315-1
  - 龍と魔法使い 龍の娘編 2 1997年8月 ISBN 4-08-614353-4
  - 龍と魔法使い 龍の娘編 3 1998年2月 ISBN 4-08-614421-2
  - 龍と魔法使い 外伝 1 1999年3月 ISBN 4-08-614564-2
  - 龍と魔法使い 外伝 2 2000年8月 ISBN 4-08-614745-9
  - 龍と魔法使い公式ガイドブック（後藤星との共著）  1996年5月 ISBN 4-08-614191-4

- 緑のアルダシリーズ（コバルト文庫）
  - 石占の娘 2003年1月 ISBN 4-08-600205-1
  - 荒れ野の星 2003年5月 ISBN 4-08-600257-4
  - 千年の隠者 2003年8月 ISBN 4-08-600300-7
  - 謀略の都 2003年11月 ISBN 4-08-600338-4
  - 虹の白夜 2004年2月 ISBN 4-08-600373-2
  - 旅立ちの丘 2004年5月 ISBN 4-08-600417-8
  - 蒼い雪原 2004年8月 ISBN 4-08-600456-9
  - 熱砂の宮殿 2005年1月 ISBN 4-08-600529-8
  - 水あふるる都 2005年4月 ISBN 4-08-600569-7
  - 龍の島 2005年7月 ISBN 4-08-600610-3
  - 導きの泉 第2部(守龍編)  1 2005年12月 ISBN 4-08-600693-6
  - 緋のウルファ　白のラダ 第2部(守龍編)  2  2006年3月 ISBN 4-08-600730-4
  - 占い師の宿命 第2部(守龍編)  2 2006年5月 ISBN 4-08-600757-6
  - 龍の歌 第2部(守龍編)  3 2006年8月 ISBN 4-08-600798-3
  - 約束の地 第2部(守龍編)  4 2007年12月 ISBN 978-4-08-601100-6

- 乙龍シリーズ（コバルト文庫）
  - 乙女は龍を導く! 2006年11月 ISBN 4-08-600836-X
  - 乙女は龍を目指す! 2007年2月 ISBN 978-4-08-600872-3
  - 乙女は龍を結ぶ! 2007年5月 ISBN 978-4-08-601009-2
  - 乙女は龍を抱く! 2007年9月 ISBN 978-4-08-601065-8
  - 乙女は龍を駆る! 2008年4月 ISBN 978-4-08-601146-4
  - 乙女は龍を喚ぶ! 2008年8月 ISBN 978-4-08-601195-2
  - 乙女は龍を光に導く!  2008年10月 ISBN 978-4086012263

- ウミベリ物語シリーズ（コバルト文庫）
  - ウミベリ物語 秘密の島の龍 2010年12月 ISBN 978-4-08-601482-3
  - ウミベリ物語 王子様は一人で充分 2011年4月 ISBN 978-4-08-601523-3
  - ウミベリ物語 守龍見習いの危機 2011年12月 ISBN 978-4-08-601596-7
  - ウミベリ物語 花嫁候補は窓の下 2012年4月 ISBN 978-4-08-601635-3

#### その他
- ルーシー・ビィビィの大冒険シリーズ（コバルト文庫）
  - 魔女とちび王女 2002年2月 ISBN 4-08-600063-6
  - ドラゴンとちび王女  2002年5月 ISBN 4-08-600104-7

- 受難の勇者ハッシュ・シリーズ（ノアール出版）
  - 黄昏の勇者 1998年9月 ISBN 4-931396-36-4

- お宝探し隊（漫画原作担当、作画は思い当たる、ノアール出版）

- ヴェルアンの書シリーズ（ルルル文庫）　
  - シュ・ヴェルの呪い 2007年7月 ISBN 978-4-09-452016-3
  - 祈りなき楽園　2009年5月 ISBN 978-4-09-452114-6

- レティーシュ・ナイツシリーズ（ルルル文庫）
  - 〜翡翠の王女〜 2007年12月 ISBN 978-4-09-452042-2
  - 〜緑柱石（エメラルド）の誓約〜 2008年12月 ISBN 978-4094520989

### 現代日本物
- サキト・シリーズ（コバルト文庫）
  - 青い黄金1994年1月 ISBN 4-08-611812-2
  - 天使の楽譜1994年4月 ISBN 4-08-611837-8
  - 天鵞絨の小箱1998年4月 ISBN 4-08-614441-7

- 女神降臨剣シリーズ（小学館キャンバス文庫）
  - 聖剣現る! 1995年5月 ISBN 4-09-430251-4
  - ふたりの女神 1996年1月 ISBN 4-09-430252-2
  - 竜神覚醒 1996年11月 ISBN 4-09-430253-0

- 影の王国シリーズ（コバルト文庫）
  - ピジョン・ブラッド 1997年3月 ISBN 4-08-614293-7
  - エスケープ・ゴート 1997年11月 ISBN 4-08-614389-5
  - ファントム・ペイン 1998年6月 ISBN 4-08-614463-8
  - ファントム・ペイン2 1998年8月 ISBN 4-08-614488-3
  - ブラインド・アレイ 1998年12月 ISBN 4-08-614533-2
  - コッパー・ラスト 1999年5月 ISBN 4-08-614584-7
  - テイク・サンクチュアリ 1999年8月 ISBN 4-08-614620-7
  - フリップ・サイド 1999年11月 ISBN 4-08-614655-X
  - フェールス・クラウン 2000年5月 ISBN 4-08-614714-9
  - シャドウ・レイディズ 2000年11月 ISBN 4-08-614780-7
  - ダブル・ギャンビット 2001年8月 ISBN 4-08-614889-7
  - ブルー・ムーン 2002年1月 ISBN 4-08-600054-7
  - 外伝
    - 十六夜異聞 1 2001年1月 ISBN 4-08-614804-8
    - 十六夜異聞 2 2002年8月 ISBN 4-08-600146-2

- ダークローズ・プリンセスシリーズ（角川ビーンズ文庫）
  - 黒の騎士 2004年11月 ISBN 4-04-445303-9
  - 蒼炎の輪舞 2006年4月 ISBN 4-04-445304-7

- 桜咲くまで勝負ですッ!（コバルト文庫） 2001年4月 ISBN 4-08-614846-3

### ライトSF
- 人魚姫シリーズ（角川ビーンズ文庫）
  - 月の人魚姫 2001年10月 ISBN 4-04-445301-2
  - 海賊と人魚姫 2002年10月 ISBN 4-04-445302-0

- STEP OUT（コバルト文庫） 1996年4月 ISBN 4-08-614180-9